# Новоолександрівський повіт
Новоолександрівський повіт (до 1836 — Браславський повіт) — адміністративно-територіальна одиниця Віленської губернії та Ковенської губернії. Адміністративний центр — місто Новоолександрівськ (до 1836 року центром було місто Відзи).

## Підпорядкування
- Утворений у 1795 році у складі Віленської губернії на території, що відійшла до складу Російської імперії після третього поділу Речі Посполитої.

- З 1797 року — у складі Литовської губернії.
- З 1801 року — у складі відновленної Віленської губернії (до 1840 року носила назву Литовсько-Віленської).
- 1836 повітовий центр перенесено до міста Новоолександрівськ з відповідним перейменуванням повіту.
- 1843 року передано до складу новоствореної Ковенської губернії.
- Між 1918 і 1920 рр. Більшість колишнього губернії увійшла до складу Литви, а менша східна частина губернії увійшла до складу Польщі. Так було до 1939 р. (Де-факто 1945 р.), Коли Польща була розділена внаслідок пакту Ріббентропа-Молотова, але це було незаконно, поки не були змінені кордони у 1945 р., У 1940 р. Вся була частиною СРСР, коли Литва була включена до складу СРСР.

## Географія

### Розташування
Охоплював східну частину губернії.

## Населення
За даними перепису 1897 року в повіті проживало 208487 мешканців. В повітовому центрі — 6359 мешканців. В заштатному місті Відзи — 5104.

## Склад
Станом на 1886 рік налічував 125 сільських громад, 2162 поселення у 28 волостях. Населення — 155 980 осіб (76648 чоловічої статі та 79332 — жіночої), 14 390 дворових господарств.
|                     | Площа, десятин | У тому числі орної, десятин |
| ------------------- | -------------- | --------------------------- |
| Сільських громад    | 211101         | 131000 (?)                  |
| Приватної власності | 178839         | ?                           |
| Казеної власності   | 34002          | 24                          |
| Іншої власності     | 2454           | 1164                        |
| Загалом             | 426396         | 194036                      |

## Адміністративний поділ
Волосний поділ станом на 1886 рік:
| №  | Назва         | Центр   | Насе- лення | Кіль- кість дворів | Площа, десятин | Площа орної землі, десятин | Кількість поселень (сільських громад) |
| -- | ------------- | ------- | ----------- | ------------------ | -------------- | -------------------------- | ------------------------------------- |
| 1  | Абенська      | ?       | 5964        | 269                | 17462          | 10744                      | 81 (9)                                |
| 2  | Антолептська  | ?       | 4989        | 300                | 14246          | 7052                       | 70 (8)                                |
| 3  | Антузівська   | ?       | 7343        | 329                | 23514          | 12500                      | 111 (6)                               |
| 4  | Бахмацька     | ?       | 3212        | 894                | 5866           | 2465                       | 107 (7)                               |
| 5  | Браславська   | Браслав | 7115        | 861                | 17017          | 7950                       | 115 (5)                               |
| 6  | Відзька       | Відзи   | 9613        | 641                | 23551          | 10303                      | 146 (5)                               |
| 7  | Дрисвяцька    | ?       | 5327        | 297                | 17196          | 9319                       | 66 (5)                                |
| 8  | Друйська      | ?       | 1704        | 84                 | 1198           | 686                        | 9 (2)                                 |
| 9  | Дукштаньська  | ?       | 3763        | 233                | 7674           | 4415                       | 50 (3)                                |
| 10 | Дусяцька      | Дусяти  | 5155        | 436                | 9834           | 5532                       | 85 (4)                                |
| 11 | Киїтківська   | ?       | 4627        | 184                | 9788           | 2963                       | 42 (4)                                |
| 12 | Красногорська | ?       | 4983        | 524                | 9587           | 6401                       | 100 (3)                               |
| 13 | Кревенська    | ?       | 3732        | 334                | 10995          | 6662                       | 52 (4)                                |
| 14 | Окницька      | ?       | 3321        | 131                | 14307          | 5453                       | 38 (2)                                |
| 15 | Опсівська     | ?       | 7232        | 519 (?)            | 21791          | 7477                       | 70 (7)                                |
| 16 | Попедельська  | ?       | 7496        | 488                | 29092          | 9379                       | 108 (9)                               |
| 17 | Понемуньська  | ?       | 4245        | 307                | 11617          | 4608                       | 63 (4)                                |
| 18 | Попельська    | ?       | 3154        | 199                | 10053          | 4213                       | 42 (2)                                |
| 19 | Ракиська      | ?       | 14287       | 1119               | 30361          | 15407                      | 182 (9)                               |
| 20 | Римшанська    | ?       | 4709        | 659                | 12178          | 6670                       | 74 (3)                                |
| 21 | Скописька     | ?       | 3704        | 207                | 4072 (?)       | 3113                       | 39 (3)                                |
| 22 | Слобідська    | ?       | 5465        | 543                | 11376          | 5199                       | 70 (4)                                |
| 23 | Смольїнська   | ?       | 4449        | 196                | 11692 (?)      | 6265                       | 75 (2)                                |
| 24 | Солоцька      | ?       | 7126        | 662                | 19822          | 9411                       | 86 (4)                                |
| 25 | Таврогинська  | ?       | 6222        | 627                | 13215          | 10039                      | 81 (4)                                |
| 26 | Тальтиська    | ?       | 3965        | 352                | 8610           | 6431                       | 62 (2)                                |
| 27 | Чадоська      | ?       | 6651        | 367                | 12682          | 6133                       | 83 (6)                                |
| 28 | Южинтська     | ?       | 4825        | 384                | 12270          | 6147                       | 66 (4)                                |